# Olivetaner

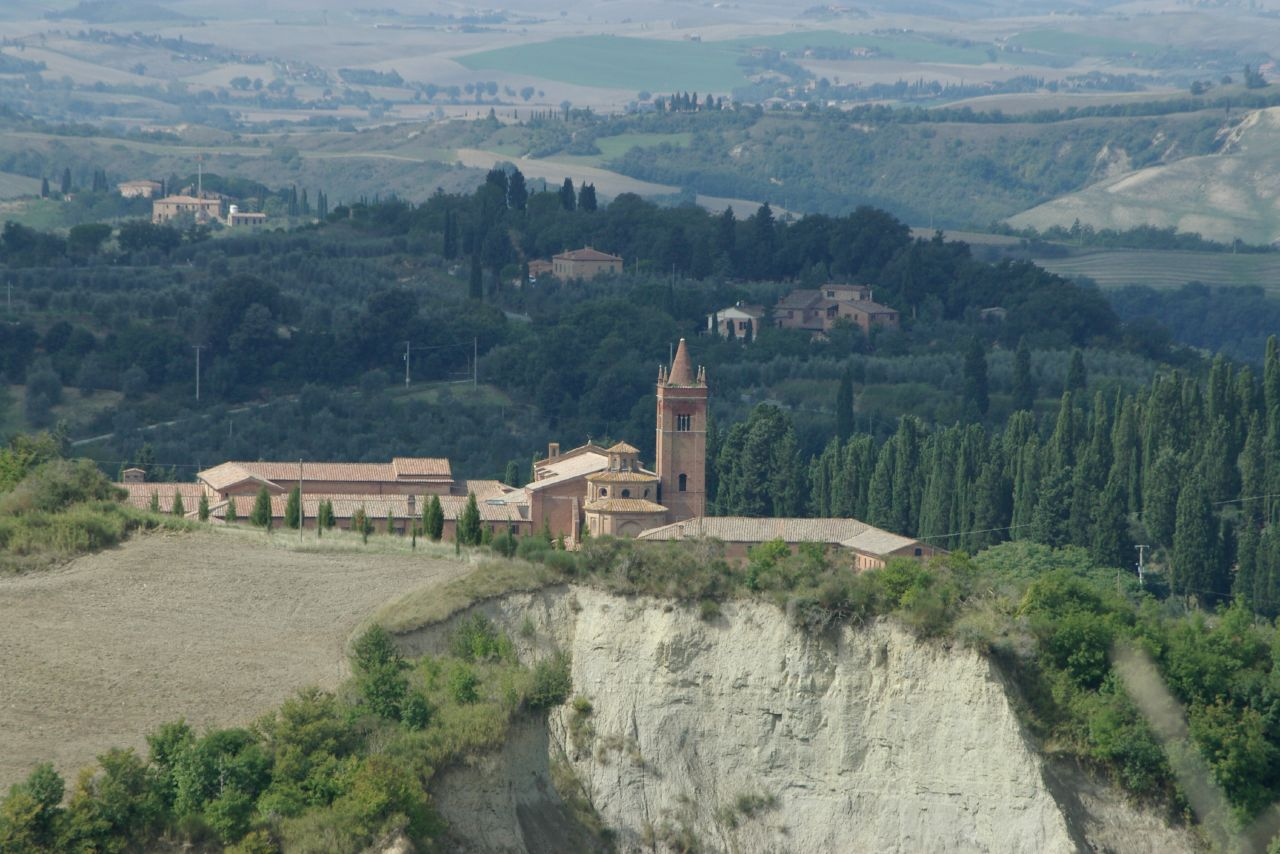
Die Abtei Monte Oliveto Maggiore in der Toskana, das namengebende Stammkloster der Olivetaner

Die Olivetaner, eigentlich Benediktinerkongregation von Monte Oliveto, (lat. Fratres eremitae de monte Oliveti, Congregatio Sanctae Mariae montis Oliveti, zuweilen auch Mönche von Monte Oliveto oder vom Ölberg genannt, Ordenskürzel OSBOliv) sind ein Zweigorden des Benediktinerordens. Sie bilden zusammen mit anderen benediktinischen Klosterverbänden die Benediktinische Konföderation. Die Nonnen des Ordens werden als Olivetanerinnen bezeichnet.

## Geschichte
Gestiftet wurde dieser, zu den „weißen Benediktinern“ gezählte Mönchsorden um 1313 (genannt wird auch der am 26. März 1319) von den sienesischen Edelleuten Bernardo Tolomei (* 1272, † 1348), Patrizio Patrizi und Ambrogio Piccolomini, als in Italien eremitische Bewegungen aufkamen. Der Orden erhielt 1319 zunächst die bischöfliche und bereits 1344 päpstliche Bestätigung. Besonderes Kennzeichen war die damals ungewöhnliche Einrichtung zeitlich begrenzter Klosterämter und die vorgesehene Versetzung von Mönchen, die diesen benediktinischen Zweigorden im 14. und 15. Jahrhundert eine größere Bedeutung verliehen. Es gelang über 150 Klöster zu gründen. Im 16. Jahrhundert zählten die Olivetaner über 1000 Mönche, allerdings wurden sie Anfang des 19. Jahrhunderts fast völlig ausgelöscht. Erst um die Mitte des 19. Jahrhunderts begann ein langsamer Wiederaufbau des Ordens. 1960 schloss sich der benediktinische Zweigorden als Kongregation der Benediktinischen Konföderation an.
Das Mutterkloster der Olivetaner und zugleich Sitz des Generalabtes ist die Abtei Monte Oliveto Maggiore in der toskanischen Provinz Siena. 

## Gegenwart
1990 zählte die Kongregation 28 Klöster mit 281 Mönchen, wovon 182 Priester waren. Im Jahr 2024 verfügten die Olivetaner über 16 Klöster in Italien, Frankreich, Großbritannien (Nord Irland), Israel, Südkorea, den USA, Brasilien und Guatemala, wovon zehn Abteien, vier Konventualpriorate und zwei halbautonome Klöster sind. Die Kongregation zählt 2024 insgesamt 172 Professmönche, zehn Regularoblaten und 30 Novizen bzw. Postulanten. Generalabt ist seit 2010 P. Diego M. Rosa OSB.
Die Olivetanerinnen sind ebenfalls weltweit vertreten. Es gibt auch das Kloster der Olivetaner-Benediktinerinnen in Heiligkreuz bei Cham im Kanton Zug, das sich 1892 dem Verband der Benediktinerkongregation von Monte Oliveto anschloss.

## Generaläbte
- Ildebrando Polliuti (1899–1917)
- Mauro Maria Parodi (1917–1928)
- Luigi Maria Perego (1928–1946)
- Pietro Romualdo Maria Zilianti (1947–1970)
- Divo Angelo Maria Sabatini (1970–1986)
- Maurizio Benvenuto Maria Contorni (1986–1992)
- Michelangelo Riccardo Maria Tiribilli (1992–2010)
- Diego Gualtiero Maria Rosa (seit 2010)